# Nakaszato Jú
Nakaszato Jú (中里 優; Hepburn: Nakasato Yu) (Tokió, 1994. július 14. –) japán válogatott labdarúgó.

## Klub
2011 óta a Nippon TV Beleza csapatának játékosa, ahol 102 bajnoki mérkőzésen lépett pályára és 16 gólt szerzett.

## Nemzeti válogatott
A japán U20-as válogatott tagjaként részt vett a 2012-es U20-as világbajnokságon.
2016-ban debütált a japán válogatottban. A japán válogatottban 20 mérkőzést játszott.

## Statisztika
| Japán válogatott | Japán válogatott | Japán válogatott |
| Időszak          | Mérk.            | gól              |
| ---------------- | ---------------- | ---------------- |
| 2016             | 3                | 0                |
| 2017             | 13               | 0                |
| 2018             | 4                | 0                |
| Összesen         | 20               | 0                |

## Sikerei, díjai
Japán válogatott
- U20-as világbajnokság:  Bronz; 2012

Klub
- Japán bajnokság: 2015, 2016, 2017, 2018